# Мазярка
Мазя́рка — село в Україні, у Кам'янка-Бузькій міській громаді Львівського району Львівської області. Населення становить 182 особи. Орган місцевого самоврядування — Желдецька сільська рада, що об'єднує такі села: Желдець, Мазярка, Красічин, Воля-Жовтанецька, Високофедорівка, Верени і Сокіл і підпорядкована Кам'янка-Бузькій міській громаді. Населення становить 182 особи, 55 домогосподарств.

## Географія
Село Мазярка розташоване на північному сході від м. Жовкви, на південному заході від центру громади м. Кам'янка-Бузька. Віддаль до м. Жовкви — 30 км, до м. Кам'янка-Бузька — 15 км, до Львова — 46 км.
Землі села Мазярка межують: на півдні — з селом Желдець, на заході — з с. Сокіл, на півночі — з с. Купичволя, на сході — с. Красічин.
Село Мазярка, як і інші села Желдецької сільської ради, розташоване на Волино-Подільській височині, займаючи південно-західну частину Волинського плато.
Верхньобузько-Стирська рівнина дуже розчленована, і за будовою рельєфу її поділяють на декілька районів: на заході рівнини виділяють улоговинну низовину річки Рати, у центрі – міжрічкову Бузько-Стирську рівнину, на сході — Бродівську низовину, на півночі – від села Зіболки Пасмове Побужжя переходить в луговинну низовину річки Рати, на якій розташоване село Мазярка та інші села Желдецької сільської ради.
Улоговинна низовина річки Рати займає більшу частину басейнів приток Західного Бугу, Рати та Солокії. Вона дуже заболочена. Одноманітна поверхня низовини порушується піщаними горбами. Цей район має підвищену лісистість і великі площі заплавних лук.
Середня висота над рівнем моря — 212 м.

## Назва
Серед населення склалась легенда, що назва села походить від слова «мазь» або «мазати»,через те що виникло воно серед розкішних лісів,а його перші жителі займались виробленням мазі з дерев’яної смоли. Інша легенда свідчить, що назва походить від прізвища Мазяр першого пана, що оселився в цій місцевості.

## Історичні відомості та події.
Офіційний рік заснування 1455. Але за переказами село виникло значно раніше — у XII столітті. У XV столітті навколишні землі король здав в оренду Кам’янецькому старості Юрію Струмилу. У 1659 році король Ян Казимир дарує Батятичі, Желдець, Мазярку, Купичволю Львівському міщанину Юрію Папарі. Папара — грек за походженням, мабуть, один з тих гостей-купців, які в давнину привозили на продаж товари і часто залишались на Русі. Такий щедрий дарунок король зробив Ю. Папарі за особливі заслуги у польсько-шведській війні. Родина Папар панувала на дарованій землі 300 років. Донині частину сусіднього села Батятичі називають Папирівкою.
Також серед жителів села існує легенда, що в часи Національно-визвольної війни українського народу на території села біля старого дуба, що зберігся і донині, спочивав сам Богдан Хмельницький. Правда це чи ні — ніхто точно не знає, проте в цьому місці і справді можна відчути дух войовничого минулого нашого народу. Саме тому місцевий дуб таки увійшов в історію. Його можна зустріти на багатьох партизанських картах часів Бандерівщини.
У 1663 році було визначено межі між селами Желдець, Мазярка, Сокіл. До цього часу часто точилась боротьба між поміщиками і селянами за родючі землі.
З 1939 року хутори Сокіл та Мазярка перетворились у села. До цього ж року найкращими землями села володіли поміщики. Більшість селян мали невеликі наділи землі і щоб вижити йшли до пана.
У вересні 1939 року відбулося «возз'єднання» Західної України з Українською РСР в складі єдиної радянської держави.
У село перший раз прийшли радянські війська у червні 1939 року. Німецькі війська зайняли село приблизно на 5—6 день війни, у червні 1941 року. Село місцем бою не було. Під час війни через село проходили партизанські загони Сидора Ковпака. З встановленням радянської влади почались сталінські репресії, декілька сімей було вивезено в Сибір. В 1950 році в селі почалася колективізація.
До радянської влади с. Мазярка, с. Желдець, х. Гайок, Теодорегоф, Красічин, Копань належали до Жовківського району. З 1953 року с. Мазярка, с. Желдець, х. Гайок, Красічин належали до Куликівського району. З 1959 року с. Мазярка та інші залісні села колишнього Куликівського району відійшли до Кам’янка-Бузького району. 

## Організація соціально-побутової інфраструктури
Село Мазярка одне з сіл Желдецької сільської ради. Уся адміністрація сільської ради, Народний дім, школа, бібліотека, лікарська амбулаторія, філія Ощадбанку знаходяться в селі Желдець. На території села Мазярка знаходяться церква, 2 магазини, будівля колишньої ферми і приміщення колишнього магазину (школи), яке використовується як виборча дільниця. Також в межах села є невеликий ліс, озеро і протікає річка Желдець.
Село забезпечене лініями електропередач і телефонними лініями, є газифікованим. Дорога не асфальтована з великими недоліками. З 2001 року здійснюються пасажирські перевезення маршрутом «Львів-Верени». 

## Населення

### Мова
Розподіл населення за рідною мовою за даними перепису 2001 року:
| Мова       | Кількість | Відсоток |
| ---------- | --------- | -------- |
| українська | 182       | 100%     |

### Конфесійний склад населення

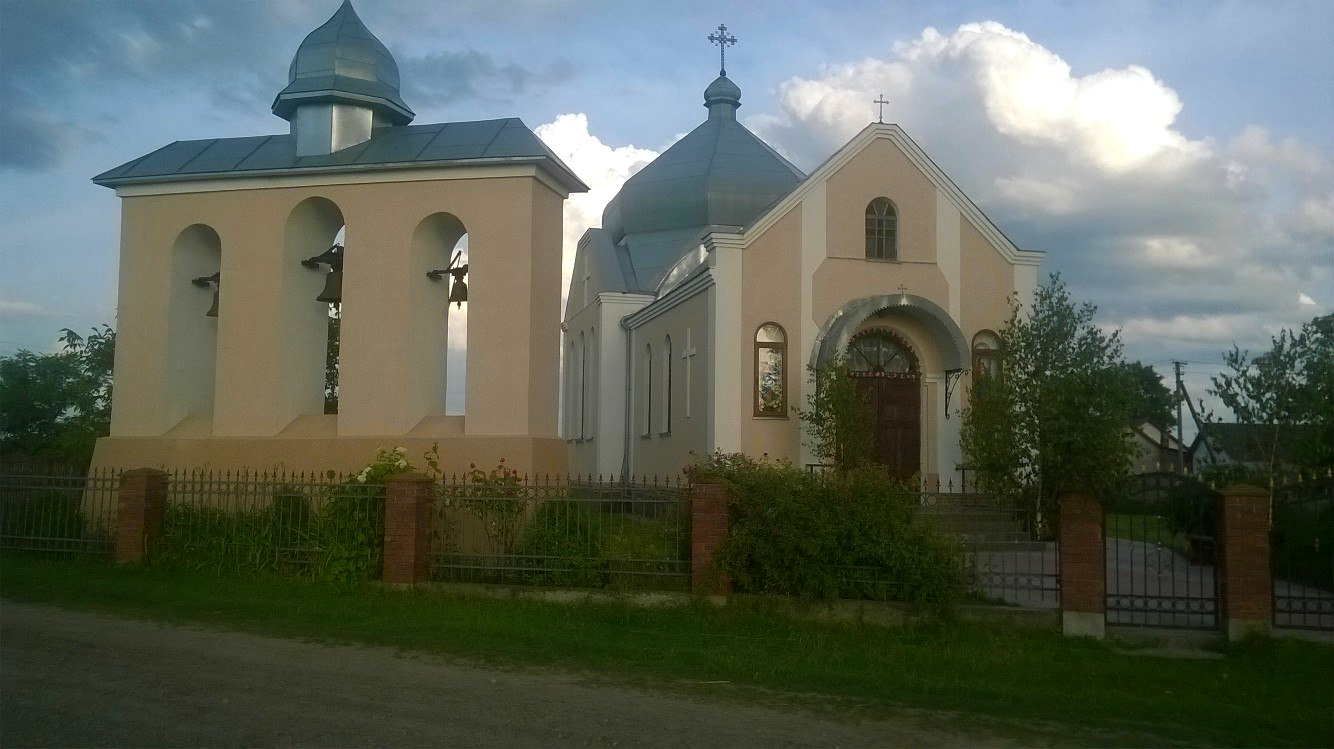
Греко-католицька церква Покрови Пресвятої Богородиці

На території села збудована греко-католицька церква Покрови Пресвятої Богородиці. Внаслідок існування лише однієї церкви усе населення сповідує одну віру. Церква була відкрита у 1998 році, отцем став Ігор Вороняк. З грудня 2000 року парохом громади став отець Володимир Шуба. Який народився 10 вересня 1969 року у Закарпатській області. Закінчив духовну семінарію Львівської Архиєпархії УГКЦ у 1997 році. Довгий час церква знаходилася в не добудованому стані, але 2011 року силами громади розпочалась активна розбудова церкви. Поставлено бетонний паркан, який був оформлений місцевою молоддю. Сама церква була облицьована і на церковному подвір’ї покладено плитку. 11 грудня 2011 року відбулося освячення іконостасу. Цього ж року відкрилася катехитична школа при церкві.
З 3 січня 2016 року настоятелем церкви став  Івашко Андрій.

## Культурно-освітня інфраструктура

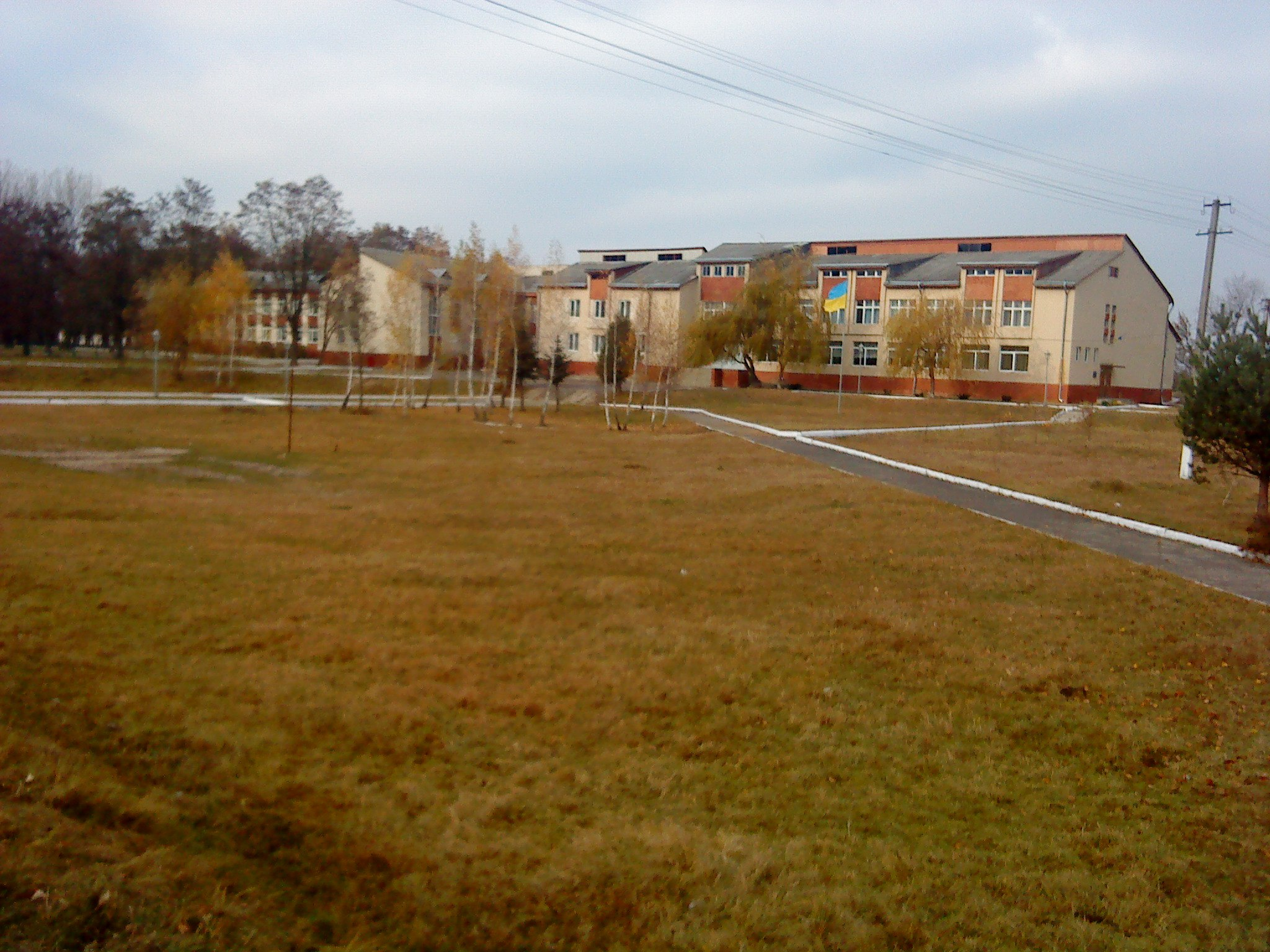
Желдецький навчально-виховний комплекс

У 30-х роках минулого століття в селі Мазярка був збудований будинок, у якому розмістилась хата-читальня. В перші повоєнні роки в цьому приміщенні була створена початкова школа, де було 4 класи. У 1982 році Мазярецька початкова школа була закрита. Учні стали навчатись у Желдецькій середній школі. 
Саме 1982 року в селі Желдець відбулось відкриття нової школи. Для її побудови були використані кошти господарства. Завдяки вчительському колективу, який зумів організувати все населення навколишніх сіл, шкільне будівництво стало дійсно всенародним. Школа будувалась 10 місяців. З 1983 року Желдецька восьмирічна школа стає середньою. Із січня 2005 року Желдецька середня школа перейменовується у Желдецький навчально-виховний комплекс «Заклад загальної освіти I—II ступенів — дошкільний заклад». Під дитячий садок виділене ціле крило на другому поверсі. На території школи також знаходиться дім культури і сільська бібліотека. В селі часто проводяться різні культурно-розважальні заходи, у яких активно беруть участь місцева молодь.

## Світлини

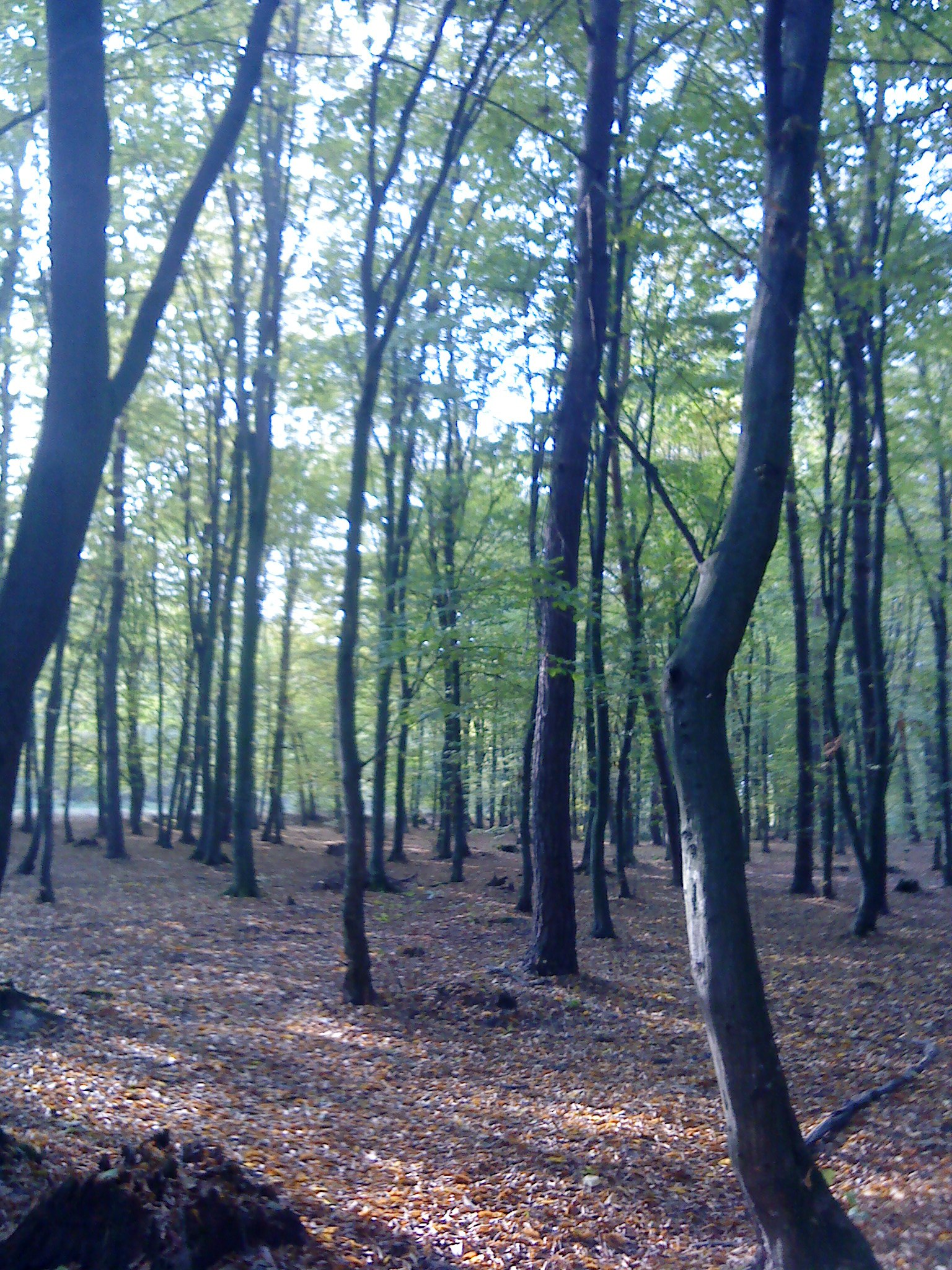
Ліс у селі Мазярка
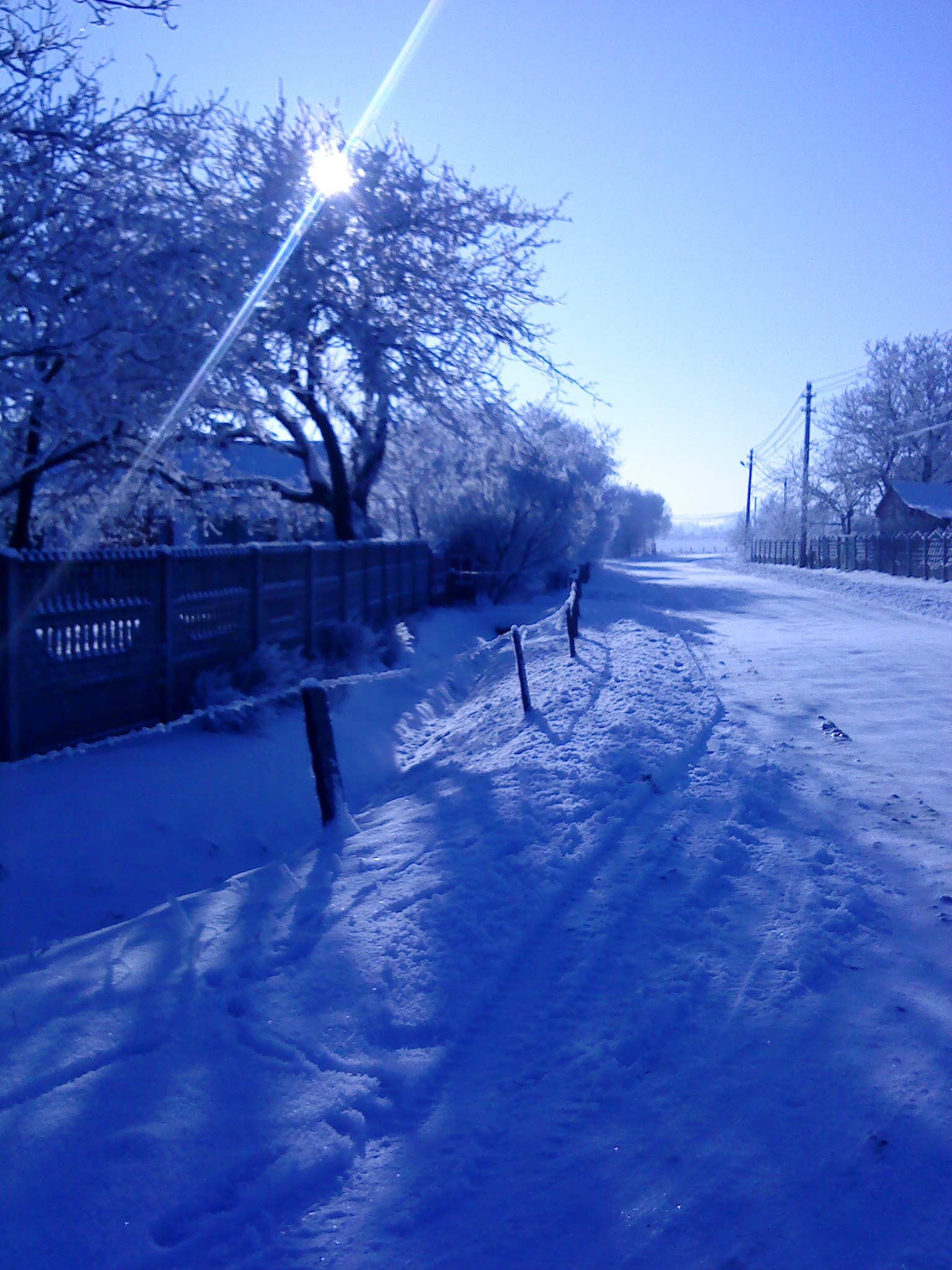
Вид на центральну вулицю
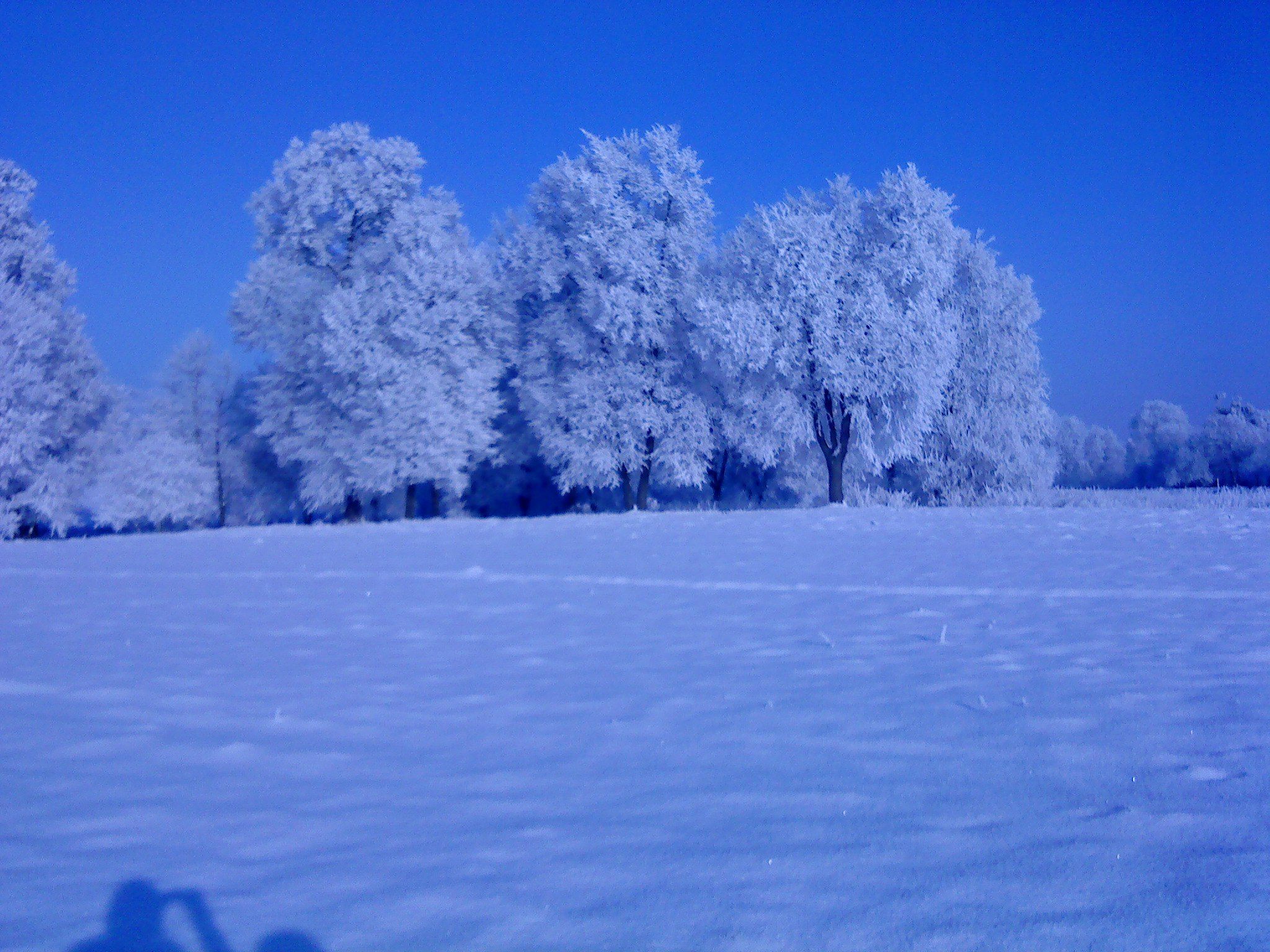
Зима в селі Мазярка (2012)
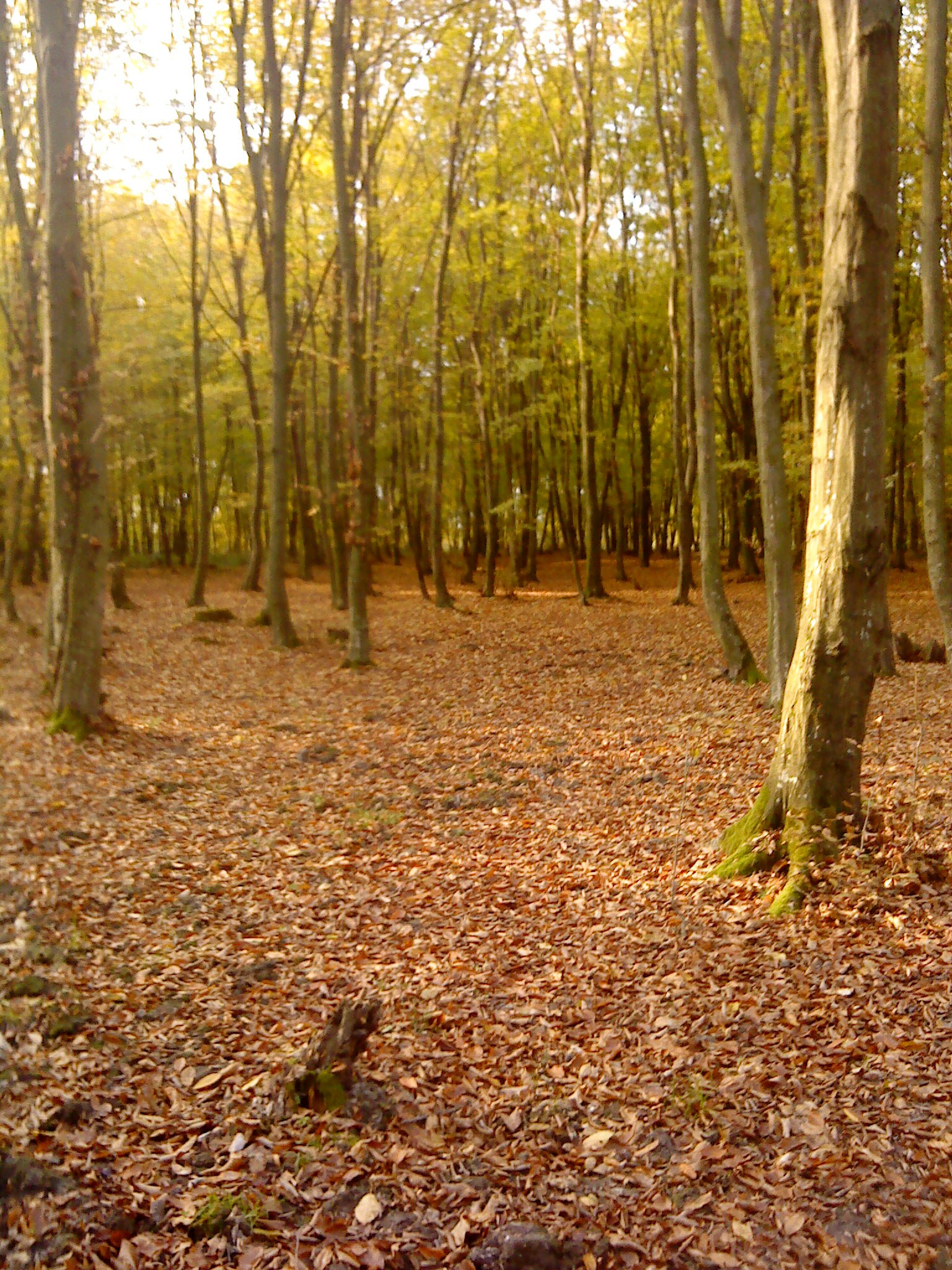
Осінній ліс (2011)
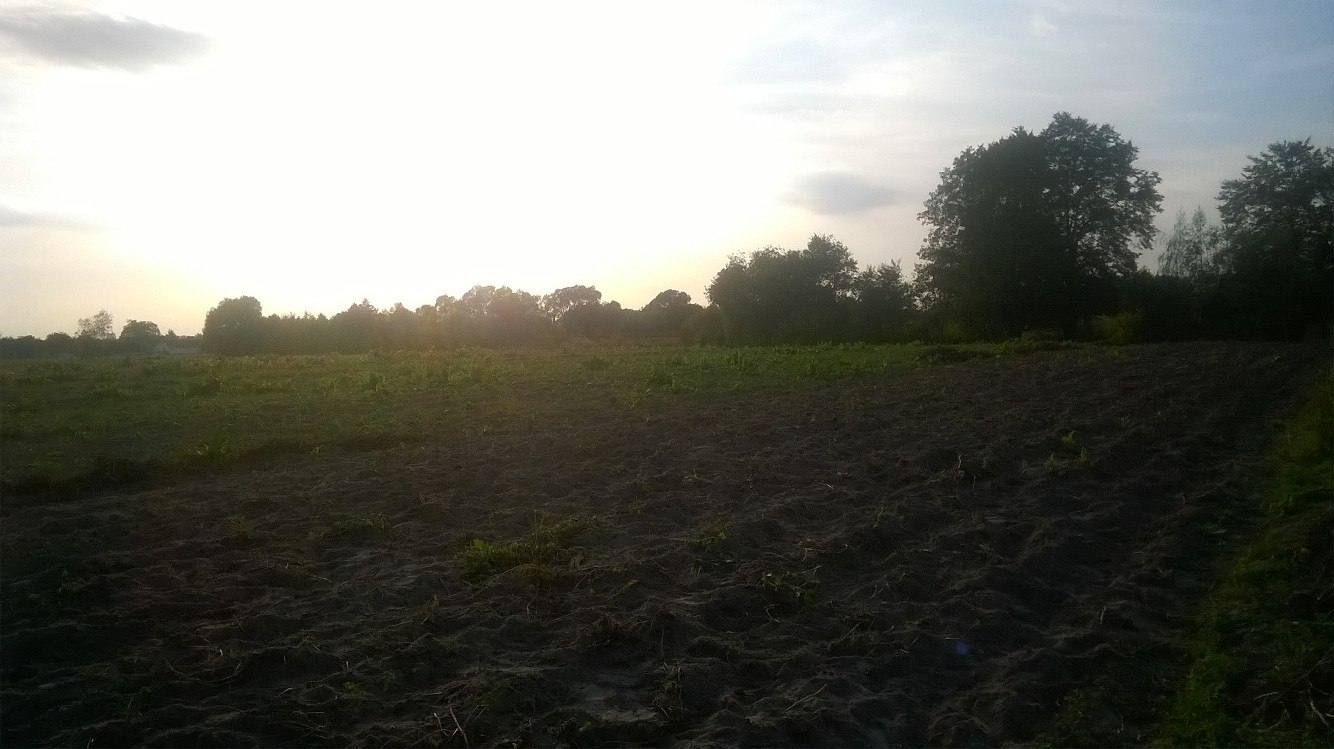
Захід сонця
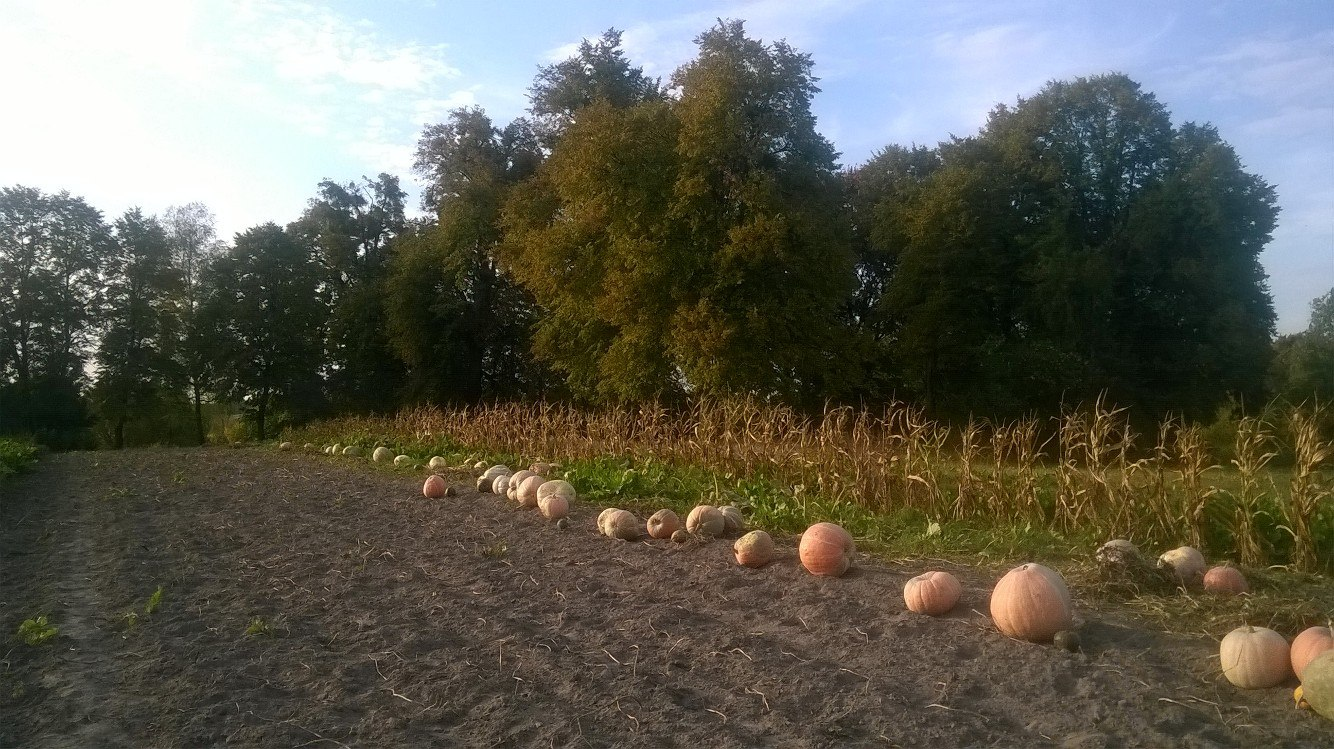
Збір урожаю (2016)